# (7317) Cabot
(7317) Cabot ist ein Asteroid des inneren Hauptgürtels, der am 12. März 1940 von dem ungarischen Astronomen György Kulin am Konkoly-Observatorium in Budapest entdeckt wurde.
Der Name des Asteroiden erinnert an den genuesisch-venezianischen Seefahrer und Entdecker Giovanni Caboto (John Cabot) (1450–1500), der – nach den Wikingern im 11. Jahrhundert – als erster europäischer Entdecker gilt, der das nordamerikanische Festland erreichte (1497).